# Comité Olímpico de Guinea-Bisáu
El Comité Olímpico de Guinea-Bisáu (CNOSG) es el Comité Nacional Olímpico de Guinea-Bisáu, fundado en 1992 en Conakry y reconocido por el COI desde 1995.